# Kenneth Lee Boyd
Kenneth Lee Boyd (19. januar 1948 – henrettet 2. december 2005) var en amerikansk morder som dræbte sin kone Julie Curry Boyd og svigerfar Thomas Dillard Curry den 4. marts 1988 i Stoneville. Han blev dømt til døden og henrettet med gift indsprøjtning kl. 2:15 den 2. december 2005 i North Carolina Central Prison i Raleigh, og var den henrettede nummer 1000 siden genindførslen af dødsstraf i USA i 1976. Henrettelsen var kontroversiel blandt modstandere af dødsstraf, specielt da straffen i en tilsvarende sag kun tog lidt over et døgn før henrettelsen af Boyd blev ændret til livsvarigt fængsel. Boyd udtalte at han ikke ønskede at blive husket som nummer 1000, og at han burde tilbringe resten af sit liv i fængsel.